# Copsychus niger
Shama-de-palawan ou xama-de-palauã (Copsychus niger) é uma espécie de ave da família Muscicapidae.
É endémica das Filipinas.